# Acanthopsoides gracilis
Acanthopsoides gracilis és una espècie de peix de la família dels cobítids i de l'ordre dels cipriniformes.

## Morfologia
- Els mascles poden assolir 5,4 cm de llargària total.[4][5]

## Alimentació
Menja insectes i algues.

## Hàbitat
Viu en zones de clima tropical.

## Distribució geogràfica
Es troba a les conques dels rius Chao Phraya (Tailàndia) i Mekong. També és present al riu Kapuas (oest de Borneo, Indonèsia).